# Os Cavaleiros
Os Cavaleiros (em grego antigo: Ἱππεῖς, transl. Hippeîs; grego ático: Ἱππῆς) foi a quarta peça escrita pelo autor grego Aristófanes, mestre da antiga forma de drama conhecida como Comédia Antiga. A peça é uma sátira da vida social e política da Atenas clássica durante a Guerra do Peloponeso, e neste ponto tem o perfil típico de todas as primeiras peças do autor. É única, no entanto, por ter um número relativamente pequeno de personagens, concentrando sua ação principalmente num só homem, o populista pró-guerra Cléon. Cléon havia processado Aristófanes por caluniar a pólis numa peça anterior, Os Babilônios (de 426 a.C.), o que fez o jovem dramaturgo jurar vingança em Os Acarnianos (425 a.C.). A vingança veio no ano seguinte, com Os Cavaleiros; a peça, muito fundamentada pela alegoria, e considerada por pelo menos um estudioso moderno como 'um fracasso constrangedor' era uma crítica desenfreada a Cléon, um dos homens mais poderosos da Atenas antiga. Conquistou o primeiro prêmio no festival das Leneias.